# Kopalnia Milowice
Kopalnia „Milowice” (dawniej „Wiktor”) — kopalnia węgla kamiennego założona w osadzie Milowice (późniejszej dzielnicy Sosnowca) w 1822 r. przez właściciela majątku w Milowicach Józefa Błeszyńskiego pod nazwą „Wiktor”. Wydobywała ona węgiel głównie na potrzeby pobliskiej huty cynku. Po śmierci Józefa w 1835 przeszła na własność jego stryjecznego brata Ignacego. Od Ignacego w 1838 Jan Kanty Kubiczeki odkupił Milowice wraz kopalnią. Nowy właściciel w 1841 r. kopalnię i hutę „Leopold” wydzierżawił Joachimowi Grynbergowi i Maurycemu Józefowi Rozentalowi, kupcom z Krakowa. Od 1855 r. hutę i kopalnię dzierżawili Abraham Kuznitzky z Mysłowic i bracia Jakub i Izrael Pniowerowie, którzy zbudowali szyb „Anna” o głębokości 58 m. 
W 1861 r. kopalnia została własnością Juliana, syna Jana Kantego. W 1865 r. kopalnię i majątek kupił Szmul Hamburger, a w 1863 r. — kupiec Szymon Kuźnicki z Mysłowic, który zbudował nowy szyb wydobywczy Aleksander. Spadkobiercy Kuźnickiego założyli spółkę akcyjną pod nazwą Towarzystwo Kopalń i Hut w Milowicach, której majątek przejęło w 1895 r. Towarzystwo Kopalń i Zakładów Hutniczych Sosnowieckich.
Nazwę kopalni zmieniono w latach dziewięćdziesiątych na Milowice; w okresie między 1920 a 1926 nazywała się ponownie „Wiktor”, a w okresie okupacji hitlerowskiej Milwitzgrube. W 1975 r. została połączona z kopalnią „Czeladź” pod nazwą tworząc kopalnię „Milowice-Czeladź”. W 1976 roku połączone kopalnie zostały włączone do kopalni „Czerwona Gwardia”, która w 1990 r. została przemianowana na „Saturn”. Kopalnia została zlikwidowana w 1996 roku a na jej miejscu utworzono jeden z obszarów Katowickiej Specjalnej Strefy Ekonomicznej.
W 2000 r. na terenie pokopalnianym przy ulicy Krzysztofa Kamila Baczyńskiego 165 uruchomiono zakład przetwórstwa mięsa – Zakłady Mięsne M. M. Duda Sp. z o.o., który od 2024 r. działa pod nazwą Cedrob Foods S.A.. W 2007 r. dokonano uroczystego otwarcia oddanej do użytku nowoczesnej drukarni Dziennika Zachodniego. W 2014 r. na terenie dawnej kopalni, w sąsiedztwie siedzib firm Gimpast Sp. z o.o., Hörmann Polska Sp. z o.o. i sklepu spożywczego sieci Netto, rozpoczęto budowę centrum logistycznego spółki 7R Logistics. W 2015 r. nowym najemcą powierzchni magazynowo-biurowej została firma Döllken Sp. z o.o..